# Ủy ban Địa tầng Quốc tế
Ủy ban Địa tầng Quốc tế hay Ủy ban Quốc tế về Địa tầng học, viết tắt theo tiếng Anh là ICS (International Commission on Stratigraphy), là một tổ chức thành viên, hoặc cấp tiểu ban khoa học chính, tổ chức xem xét các vấn đề liên quan tới địa tầng, địa chất, và các vấn đề địa thời học trên quy mô toàn cầu.
ICS là cơ quan trực thuộc Liên hiệp Khoa học Địa chất Quốc tế (IUGS), trong đó nó là cơ quan lớn nhất của tổ chức này.
Về cơ bản ICS là một tiểu ban làm việc thường xuyên đáp ứng nhu cầu thực tế, không chỉ các cuộc họp định kỳ bốn năm theo lịch trình của IUGS, mà như một đại hội thành viên hoặc của toàn bộ.
Ban điều hành ICS cùng với IUGS đặt tại Viện Hàn lâm Khoa học Địa chất Trung Quốc ở Bắc Kinh, Trung Quốc. Chủ tịch đương nhiệm là David A. T. Harper từ Anh Quốc .

## Mục tiêu
Mục tiêu chính của ICS là phát triển một thang thời gian địa chất đa ngành và áp dụng trên toàn cầu. Dự án này được bắt đầu vào năm 1974 và nhằm mục đích đơn giản hóa so sánh động thực vật cổ khu vực.
Đối với mục đích này cần xác định cho từng đơn vị địa tầng định thời được biết đến như một GSSP (Global Boundary Stratotype Section and Point), đáp ứng các tiêu chuẩn nghiêm ngặt và đồng bộ.
ICS xác định các phương pháp và tiêu chí lựa chọn để so sánh siêu khu vực về trật tự lớp đá, những cái gọi là Tuổi địa tầng tiêu chuẩn toàn cầu hay GSSA (tiếng Anh: Global Standard Stratigraphic Age), chỉ dựa vào định tuổi bằng phương pháp vật lý như từ địa tầng (Magnetostratigraphy), định tuổi bằng đồng vị phóng xạ, vv.
Ngoài ra, ICS hỗ trợ việc trao đổi cởi mở và quốc tế giữa các nhà khoa học địa lý trong tất cả các lĩnh vực khoa học địa chất tiểu vùng.

## Hoạt động
Ủy ban quốc tế về địa tầng có các tiểu ban hoạt động trên phạm vi khu vực hay quốc gia và chịu trách nhiệm về công tác thực địa, phân loại các kết quả địa phương và các tổ chức hội thảo khoa học tại địa phương.

## Điều hành
| Nhiệm kỳ  | Chủ tịch           | Tổng thư ký    |
| --------- | ------------------ | -------------- |
| 2016-2020 | David A. T. Harper | Philip Gibbard |
| 2012-2016 | Stanley Finney     |                |

## Xuất bản
ICS xuất bản các tạp chí và các ấn bản không định kỳ.
- Episodes: Tạp chí hàng quý về các hoạt động khoa học của ICS và IUGS.
- Lethaia: Cẩm nang đăng tải chính thức về cổ sinh.
- Newsletters on Stratigraphy: Bản tin về địa tầng

Và các đăng tải về các nghiên cứu và xây dựng địa tầng toàn cầu:
- Stratigraphy (Địa tầng học): Tạp chí mới để phục vụ như một nền tảng cho các nghiên cứu về những vấn đề lớn hơn trong địa tầng, với mục tiêu đưa ra những tác động của tiến bộ trong các tiểu ngành ngày càng chuyên môn.
- GeoArabia Lưu trữ ngày 2 tháng 7 năm 2015 tại Wayback Machine: Tạp chí quốc tế xuất bản hàng đầu với các nghiên cứu khoa học địa chất dầu khí Trung Đông.
- Carnets de Géologie / Notebooks on Geology (Sổ tay địa chất): Tạp chí điện tử song ngữ với các bài viết về các lĩnh vực trầm tích, địa tầng và cổ sinh vật học.